# Sportclub Riessersee
Lo Sportclub Riessersee (SCR) è una società sportiva tedesca di Garmisch-Partenkirchen, conosciuta soprattutto per la sua attività nell'hockey su ghiaccio. Dal 1995/1996 la società professionistica è diventata una società a responsabilità limitata (SC Riessersee Eishockey-Verwaltungsgesellschaft mbH).
La società nell'estate 2004 è sopravvissuta per la seconda volta dopo il 2002 al procedimento di insolvenza ed è ripartita (a seguito della revoca della licenza nel dicembre 2003 a disputare la 2. Eishockey-Bundesliga) dalla Eishockey-Oberliga.
La società, fondata il 12 ottobre 1920, tuttavia si iscrisse solo all'inizio del 1922 nel registro delle società. In questo tempo il club partecipa ad attività sportive durante tutto l'anno: in inverno bob, hockey su ghiaccio, pattinaggio su ghiaccio, curling, pattinaggio di figura e Skijöring, in estate golf, hockey, tennis e alpinismo. La divisione dell'hockey su ghiaccio emerge nel 1923 attraverso il passaggio di alcuni giocatori dell'MTV 1879 München e il MEV 1883 München. Nella società si trovano anche la squadra giovanile e quella femminile, mentre la formazione dilettantistica che tornò attiva nel 2001/2002 dal 2004/2005 ha nuovamente cessato l'attività.

## Storia della squadra di hockey su ghiaccio
La SCR dal 1923 al 1943, nel 1947 e nel 1948 ha preso parte alla fase finale del massimo campionato tedesco, che spesso si è concluso al Riessersee presso Garmisch-Partenkirchen. Già nel 1925 poté festeggiare il secondo posto in campionato, due anni dopo vinse il primo suo titolo. Ancora campione nel 1935, per la prima volta all'Olympiastadion di Garmisch, nel 1938 e nel 1941, quando sotto la guida dell'allenatore del Reich Bobby Bell sarebbe stata eletta miglior squadra di Germania. Durante la Seconda guerra mondiale arrivò alla SCR Gustav Jaenecke, che targò le vittorie del 1947, 1948 e del 1950 (la prima nella Oberliga).
Come fondatore della Eishockey-Oberliga e della Eishockey-Bundesliga l'SCR ha sempre giocato fino alla crisi del 1987 nel massimo campionato. In questo periodo la società vinse per due volte il titolo di campione di Germania, sotto la guida di Jozef Golonka nel 1978 e di Jano Starsi tre anni dopo.
Dal 1987 la società ancora una volta tornò a giocare nella vecchia 2.Bundesliga Süd. Qui dovette giocare per tre anni con la dicitura i.K. e in seguito finì in bancarotta e in amministrazione controllata.
La nuova organizzazione delle leghe con la nascita della DEL nel 1994 portò l'SCR a giocare nella stagione 1994/1995 nella 1. Liga Süd.
Con il ritiro dei Maddogs München nel dicembre 1994 si liberò un posto nella DEL 1995/1996. I rifiuti dell'EC Timmendorf e dell'EHC Freiburg diedero all'SC Riessersee la possibilità di salire di categoria.
Il presidente Thomas Fahlenbach volle mettere al sicuro la società dal punto di vista finanziario e per questo decise di convertire la società in società per azioni. Al termine della stagione 1995/1996 scadde la licenza della DEL e la società dovette per la prima volta nella sua storia andare in insolvenza, sebbene la squadra potesse addirittura arrivare ai play-off.
Dopo la breve apparizione nella massima serie l'SCR prese nuovamente parte alla 1. Liga Süd (stagione 1996/1997) e nel 1998 partecipò alla 2. Eishockey-Bundesliga (a seguito della vendita dell'organizzazione del campionato dalla Deutschen Eishockey Bund alla ESBG (Eishockeyspielbetriebsgesellschaft)) al posto della società ufficiale detentrice della licenza.
Nel 2002 come nel 2003 e il 2004 la società dovette superare i procedimenti di insolvenza e con questo divenne partner dei Kölner Haie. Nell'estate 2006 il socio unico dei Sinupret Ice Tigers, Günther Hertel, il quale sostenne in parte la squadra di Garmisch, intraprese una cooperazione con i suoi Ice Tigers.
Durante la stagione 2006/2007 la squadra maschile raggiunse la fase eliminatoria come prima classificata in regluar season ed ai quarti di finale eliminò per 4-1 l'EC Peitung. Nella semifinale decisiva per la promozione in 2. Bundesliga tuttavia la squadra perde in 4 gare contro l'EV Ravensburg. Alla fine del campionato conquistarono la promozione i Grizzly Adams Wolfsburg che poterono giocare nella Deutsche Eishockey-Liga nella stagione successiva, mentre l'SC Riessersee fallì l'obiettivo stagionale del salto di categoria.

### Rosa attuale stagione 2007/08
| Numero | Nome                       | Ruolo      | Data di nascita   | All'SCR da | Nazionalità         | Società 06/07 (Liga)          |
| ------ | -------------------------- | ---------- | ----------------- | ---------- | ------------------- | ----------------------------- |
| 1      | Mark McArthur              | Portiere   | 16 novembre 1975  | 2005       | Canada (bandiera)   | SC Riessersee (Oberliga)      |
| 33     | Florian Hechenrieder (1)   | Portiere   | 4 agosto 1986     | 2007       | Germania (bandiera) | EC Peiting (Oberliga)         |
| 3      | Christian Völk             | Difensore  | 14 ottobre 1981   | 2007       | Germania (bandiera) | ETC Crimmitschau (2.Liga)     |
| 4      | Rob Brown                  | Difensore  | 9 aprile 1981     | 2007       | Canada (bandiera)   | EV Landsberg 2000 (2.Liga)    |
| 7      | Michael Höck (1,2)         | Difensore  | 20 maggio 1986    | 2005       | Germania (bandiera) | SC Riessersee (Oberliga)      |
| 12     | Sebastian Eickmann (1,2,3) | Difensore  | 3 settembre 1989  | 2005       | Germania (bandiera) | SC Riessersee (Oberliga)      |
| 27     | Mats Lindmark              | Difensore  | 21 ottobre 1974   | 2006       | /                   | SC Riessersee (Oberliga)      |
| 87     | Andreas Paderhuber         | Difensore  | 26 aprile 1978    | 2006       | Germania (bandiera) | SC Riessersee (Oberliga)      |
| 9      | Joe Cullen                 | Attaccante |                   | 2007       | Canada (bandiera)   | Dayton Bombers (EHCL)         |
| 11     | Martin Pfohmann (1)        | Attaccante | 24 settembre 1988 | 2005       | Germania (bandiera) | SC Riessersee (Oberliga)      |
| 14     | Benedikt Schennach (1,3)   | Attaccante | 13 novembre 1987  |            | Austria (bandiera)  | SC Riessersee (Oberliga)      |
| 15     | Simon Maier (1)            | Attaccante | 1º gennaio 1987   | 2007       | Germania (bandiera) | SC Riessersee (Oberliga)      |
| 17     | George Kink                | Attaccante | 26 agosto 1982    | 2006       | Germania (bandiera) | SC Riessersee (Oberliga)      |
| 18     | Brad Self                  | Attaccante | 27 febbraio 1981  | 2006       | Canada (bandiera)   | SC Riessersee (Oberliga)      |
| 20     | Michael Rimbeck (1,2,3)    | Attaccante | 11 agosto 1989    | 2005       | Germania (bandiera) | SC Riessersee (Oberliga)      |
| 26     | Danny Beauregard           | Attaccante | 7 settembre 1973  | 2007       | Germania (bandiera) | Kassel Huskies (2.Liga)       |
| 32     | Mattias Wikström           | Attaccante | 28 gennaio 1973   | 2007       | /                   | Grizzly Adams Wolfsburg (DEL) |
| 57     | Troy Bigam                 | Attaccante | 17 novembre 1975  | 2007       | Germania (bandiera) | SC Bietigheim (2.Liga)        |
| 80     | Christian Mayr             | Attaccante | 17 febbraio 1979  | 2006       | Germania (bandiera) | SC Riessersee (Oberliga)      |

(Aggiornato al 29 August 2007)
| giocatore che gioca con una licenza straniera |

| - (1) Giocatori U23 - (2) Licenza della DEL - Sinupret Ice Tigers - (3) dalle giovanili dell'SCR - (4) Licenza della DEL - Frankfurt Lions |

### Partenze dopo la stagione 2007/08
- Portieri: -
- Difensori: -
- Attaccanti: Martin Buchwieser (EHC München), Ken Magowan (Grizzly Adams Wolfsburg), Thomas Oppenheimer (Frankfurt Lions)

### Arrivi dopo la stagione 2007/08
- Portieri: -
- Difensori: Benedikt Kastner (Moskitos Essen)
- Attaccanti: Andrew McPherson (Straubing Tigers)

### Allenatori
- fino ad agosto: Marcus Bleicher
- Ottobre 2005 - Aprile 2007 Andreas Brockmann
- 2004 - Ottobre 2005 Georg Holzmann
- 11/2003 - 03/2004 Peter Gailer (Vicecampioni nella Landesliga)
- 10/2003 - 12/2003 Douglas Bradley
- 01/2002 - 09/2003 Peter Gailer
- 04/2000 - 12/2001 Peter Kathan
- 02/2000 - 03/2000 Josef Golonka
- 12/1999 - 01/2000 Douglas McKay
- 05/1998 - 12/1999 Ron Chyzowski
- 1997/1998 Ernst Höfner
- 1996/1997 Berthold Hartelt, poi Ernst Höfner
- 1995/1996 Peter Anholt, poi Georg Kink
- 1994/1995 Georg Kink
- 1992/93 Joachim Ziesche
- 1991/92 Günther Loher
- 1990/91 Franz Reindl
- 1988/89 Franz Reindl
- 1987/88 Vladimír Dzurilla, poi Gerhard Kießling
- 1986/87 Peter Ustorf, poi Vladimír Dzurilla
- 1983-86 Jan Eysselt (dal novembre 83)
- 1982/83 Jozef Golonka
- 1979-1982 Jano Starsi
- 1975-1979 Jozef Golonka
- prima Ronny Barr (Campione 1959/60)

### Giocatori famosi
- Gustav Jaenecke
- Josef Peppi Heiß
- Martin Hinterstocker
- Ernst Höfner
- Franz Reindl
- Ignaz Berndaner
- Stefan Schauer
- Josef Lehner
- Robert Sterflinger

### Donne
Una sezione femminile dell'SCR è stata attiva dal 2001 al 2010. Fondata nel 1986 come TuS Geretsried, dal 1991 la compagine giocò nella Landesliga bavarese e poi per la prima volta nella Bundesliga. La squadra, come Moskitos-Geretsried, nella stagione 1993/1994 conquistò il suo primo e unico titolo nazionale. Nel 1999 e nel 2000 si è classificata al secondo posto.
Nel 2001 la società si spostò a Garmisch-Partenkirchen, entrando a far parte della SCR, che si iscrisse alla Bundesliga. Nel 2010 la sezione femminile si rese completamente indipendente, divenendo SC Garmisch-Partenkirchen.

#### Rosa 2007/08
| Numero | Nazionalità         | Nome                 | Ruolo | Data di nascita   |
| ------ | ------------------- | -------------------- | ----- | ----------------- |
| 12     | Germania (bandiera) | Lisa Geml            | P     | 7 dicembre 1989   |
| 33     | Germania (bandiera) | Jennifer Begander    | P     | 19 settembre 1990 |
| 3      | Germania (bandiera) | Kathrin Bader        | D     | 6 aprile 1988     |
| 7      | Germania (bandiera) | Manuela Geiger       | D     | 12 gennaio 1988   |
| 9      | Germania (bandiera) | Valentina Bettarini  | D     | 29 giugno 1990    |
| 11     | Germania (bandiera) | Bernadette Schauer   | D     | 1º giugno 1988    |
| 39     | Germania (bandiera) | Kati Gerstmeier      | D     | 24 novembre 1993  |
| 4      | Germania (bandiera) | Tanja Simon          | A     | 10 agosto 1987    |
| 8      | Germania (bandiera) | Ute Jakob            | A     | 21 aprile 1971    |
| 10     | Germania (bandiera) | Regina Egert         | A     | 12 febbraio 1990  |
| 14     | Germania (bandiera) | Malin Schneeloch     | A     | 9 novembre 1983   |
| 15     | Italia (bandiera)   | Sabina Florian       | A     | 28 maggio 1983    |
| 17     | Germania (bandiera) | Theresa Fritz        | A     | 27 ottobre 1994   |
| 20     | Germania (bandiera) | Nadine Marx          | A     | 2 novembre 1992   |
| 23     | Germania (bandiera) | Renate Iffelsberger  | A     | 31 luglio 1979    |
| 25     | Germania (bandiera) | Jessica Geml         | A     | 30 ottobre 1991   |
| 44     | Germania (bandiera) | Jennifer Stapelfeldt | A     | 4 maggio 1978     |
| 87     | Germania (bandiera) | Monika Bittner       | A     | 29 gennaio 1988   |
| 88     | Germania (bandiera) | Edith Seeberger      | A     | 15 marzo 1961     |

## Bob e slittino
- L'SC Riessersee è la patria di Horst Floth (ex pilota di bob, morto nel 2005), campione del mondo, d'Europa e di Germania e due volte medaglia di bronzo ai giochi olimpici (Grenoble 1968 e Sapporo 1972). Attualmente Björn Kierspel (slittino) fa parte della squadra nazionale tedesca.